# Gwizd (dźwięk)
Gwizd – wysoki dźwięk powstający w wyniku szybkiego przepływu powietrza przez wąski otwór.
Ludzki gwizd polega na wydawaniu dźwięku poprzez stałe wydmuchiwanie lub wdmuchiwanie powietrza przez usta. Powietrze jest hamowane przez język, wargi, zęby lub palce w celu wytworzenia drgań, a jama ustna pełni rolę pudła rezonansowego zwiększając natężenie wyjściowego dźwięku. Gwizd może być wytworzony również przy pomocy rąk, instrumentu (na przykład gwizdka), a nawet przy pomocy źdźbła trawy.